# Квартал Лютера
Кварта́л Лю́тера (эст. Lutheri kvartal, англ. Luther quarter) — офисно-жилой и исторический квартал в Веэренни, одном из микрорайонов Таллина, Эстония. Возводится с 2006 года на территории бывшего Таллинского фанерно-мебельного комбината, одного из крупнейших предприятий Советской Эстонии, основанного в Ревеле во времена Российской империи как «Мастерская Лютера и Макарова» (в Первой Эстонской республике — «Акционерное общество механической деревообработки А. М. Лютер»). Как и другие таллинские кварталы, создаваемые с 2000-х годов на территории ликвидированных промышленных предприятий, сочетает в себе историческое архитектурное наследие и современные архитектурные и дизайнерские решения.

## Предыстория
В 1870 году ревельский столяр Александр Лютер (1810—1876) совместно с купцом Маркелом Макаровым открыл предприятие, которое занималось куплей-продажей строительных материалов из дерева. В 1877 году, уже после смерти Александра Лютера, было получено разрешение на строительство лесопильни, и этот год считается годом рождения Фанерно-мебельной фабрики А. М. Лютера. В 1883 году фабрика Лютера стала первым в Эстляндии предприятием механизированной деревообработки под названием «Мастерская Лютера и Макарова». В 1890 году мебель фабрики Лютера получила золотую медаль на Международной выставке в Мадриде, а в 1896 году была удостоена Большой золотой медали на Нижегородской ярмарке.
По мере развития производства в конце 1890-х — начале 1900-х годов почти в самом центре Ревеля, между Пярнуским шоссе, улицами Вана-Лыуна и Веэренни, были возведены производственные и технические здания, а затем и жилые дома для работников фабрики, образовавшие большой квартал. Предприятие успешно работало и в годы Первой мировой войны (в 1914 году численность рабочих составила 2 тыс. чел.), и в период Первой Эстонской республики. В 1940 году, в первые месяцы советской власти фабрика Лютера была национализирована, как и все крупные предприятия Эстонии. Разрушенная в годы Второй мировой войны фабрика была восстановлена, и в 1969 году получила название Таллинский фанерно-мебельный комбинат (ТФМК). На начало 1979 года численность работников ТФМК составила 2861 человек. Предприятие успешно работало все годы советской власти. После восстановления независимости Эстонии, в сентябре 1993 года фанерно-мебельный комбинат был приватизирован. В 2010 году предприятие обанкротилось и в 2014 году было ликвидировано.

## История создания квартала

### Первый этап
Работы по реконструкции отдельных зданий фабрики и её котельной начались уже в 2006 году. В 2008 году была завершена перестройка одного из производственных зданий — механического цеха — в многоквартирный дом.
В 2015 году был объявлен конкурс на реконструкцию одного из самых больших строений бывшей фабрики — т. н. нового производственного здания, расположенного у перекрёстка улиц Вана-Лыуна и Техника. Победителем конкурса стал архитектурный тандем Ханно Гроссшмидта (Hanno Grossschmidt) и Томоми Хаяси (Tomomi Hayashi) из фирмы «HG Architects», который ранее успешно работал над созданием квартала Ротерманна, а позже — квартала Ноблесснера. Архитектором интерьеров стала Кадри Тамме.
Реконструкцию здания, общая площадь одного этажа которого составляет 7000 м² и высота потолка в самой высокой части —  12 метров, осуществила фирма «Nordecon Ehitus», стоимость работ составила 5 млн евро, основные работы были завершены в мае 2017 года. К 2018 году реконструкция была полностью завершена и здание стало современным офисно-жилым центром, одним из самых представительных в Таллине; в бывшем машинном зале фабрики в этом же году расположилась редакция газеты «Äripäev».
Преобразование машинного зала фабрики Лютера в офисные помещения стало одним из самых интересных проектов реконструкции в Эстонии. Здание имеет уникальную стеклянную крышу, и в нём использовано так называемое решение «дом в доме».
Остальная часть большого здания была перестроена в жилые дома: между старыми плитняковыми стенами построены 132 квартиры различной планировки (от 1 до 4 комнат) и гараж на 172 машины. В экстерьере всех зданий сочетаются оштукатуренные поверхности, стеклянные поверхности с большими окнами и местный известняк. Дизайн интерьера выдержан в стиле начала XX века, основными материалами при этом являются плитняк, фанера, железобетон с элементами древесины и красный кирпич ручной работы.
В связи с созданием нового квартала 22 июня 2016 года горуправа Таллина утвердила создание на его территории новой улицы — улицы Лутери (эст. Lutheri tänav).

### Второй этап
Второй этап развития недвижимости на территории бывшего исторического фабричного квартала начался в 2021 году. К 2025 году была расчищена большая территория между Пярнуским шоссе, улицами  Татари, Вана-Лыуна и Винеэри. На площади в 3,5 гектара кроме квартир и офисов появится большой парк площадью 5000 м², который будет частным общественным пространством. Строительство новых зданий будет вести фирма «Triple Net Capital», их архитекторами также являются Гроссшмидт и Хаяси. Детальным планом разрешены 9 строений высотой до 12 этажей, из них 8 будут жилыми домами и одно здание — коммерческого назначения. Находящиеся под охраной государства исторические здания реконструирует  в коммерческие помещения архитектурное бюро «APEX»; в одном из них планируется создать современную улицу еды. Объём инвестиций предварительно оценен в 150 млн евро.

## Памятники архитектуры
В Регистр памятников культуры Эстонии как памятники архитектуры внесены 16 объектов, расположенных на территории исторического квартала Лютера:
- комплекс производственных зданий фабрики по адресу Пярнуское шоссе 69 (1897—1919), архитектор Эрвин Бернгард. Комплекс зданий с плитняковыми стенами и сегментными арочными окнами был построен в несколько этапов. Здания в основном двухэтажные, здание вдоль Пярнуского шоссе — трёхэтажное[13];
- производственное здание по адресу ул. Лутери 1 / ул. Винеэри 8 (1896—1897). Двухэтажное плитняковое здание с несимметричным основным планом[14];
- производственное здание по адресу ул. Лутери 5 / ул. Винеэри 6 (1891, 1925). Плитняковое здание типа базилики, торцевые фасады которого украшены декоративными вертикально разделенными арочными окнами. Монолитная железобетонная ферменная конструкция крыши имеет декоративный пространственный эффект[15];
- водонапорная башня (1910). Прямоугольная башня из плитняка рядом со сборочным цехом (снесён)[16];
- т. н. новое фабричное здание, ул. Вана-Лыуна 39 (1912). Северное крыло большого промышленного здания с U-образным планом этажа образует длинный машинный зал с тремя пролётами, центральное и южное крыло — четырёхэтажная мебельная фабрика, состоявшая из нескольких цехов[17];
- производственное здание во дворе нового фабричного здания, ул. Вана-Лыуна 39а (1912). Конструкция двухэтажного здания с внешними стенами из плитняка и узкими стеклянными поверхностями выполнена из железобетона. Здание представляет собой рационалистическое направление югенд-стиля, в нём размещался просторный трёхпролетный механический цех[4];
- пожарное депо (1912). Двухэтажное здание из плитняка с вальмовой крышей и угловой башней; первоначально имело крышу, выполненную из глиняных кирпичей S-образной формы[18];
- народный дом фабрики (1904—1905). Общественное здание, являющееся ярким образцом финского национального романтизма, авторы проекта — финские архитекторы Готлиб Элиэль Сааринен, Армас Линдгрен и Герман Гезеллиус. Памятником архитектуры является фасад здания[19];
- жилой дом работников фабрики, ул. Вана-Лыуна 21 (1922). Небольшой каменный дом с компактным общим объёмом, внешний вид которого формирует высокая каменная крыша с крутыми скатами. Построен на основе типового проекта, специально разработанного для фабрики Гербертом Йохансоном[эст.] и Эугеном Хаберманном[эст.], одними из самых известных эстонских архитекторов того времени[20];
- жилой дом работников фабрики, ул. Вана-Лыуна 23 (1922), аналогичен дому № 21[21];
- жилой дом работников фабрики, ул. Вана-Лыуна 25 (1922), аналогичен домам 21 и 23[22];
- жилой дом работников фабрики, ул. Вана-Лыуна 29 (1922), одноэтажный деревянный дом с плитняковым фундаментом, покрыт пологой двускатной крышей, имеет два дымохода из силикатного кирпича[23];
- жилой дом работников фабрики, ул. Вана-Лыуна 31 (1922). Двухэтажный каменный дом с высокой керамической вальмовой крышей и двумя дымоходами. Также построен на основе типового проекта, разработанного для фабрики Гербертом Юхансоном и Эугеном Хаберманном. По сравнению с жилыми домами № 21, 23 и 25, этот дом и дома № 33 и 35 имели значительно больше удобств (отдельный туалет, больший размер квартир, открывающиеся в разных направлениях окна)[24];
- жилой дом работников фабрики, ул. Вана-Лыуна 33 (1922),  аналогичен дому № 31[25];
- жилой дом работников фабрики, ул. Вана-Лыуна 35 (1922), аналогичен домам № 31 и 33[26];
- жилой дом инженеров фабрики, ул. Вана-Лыуна 27 (1927). Двухэтажный дом с деревянной каркасной конструкцией, средняя часть стены заполнена опилками. Имеет выступающий оштукатуренный цоколь. Расположен в глубине двора, торцом к улице. К дому ведет дорожка из плитняка[27].

- Памятники архитектуры в квартале Лютера
- Комплекс производственных зданий на Пярнуском шоссе
- Часть производственного здания, перестроенного в многоквартирный дом 
(ул. Вана-Лыуна 39)
- Производственное здание 
(ул. Вана-Лыуна 39а) в 2011 году
- Пожарное депо в 2023 году
- Фрагмент фасада Народного дома
- Производственное здание по адресу 
ул. Лутери 5 / ул. Винеэри 6
- Водонапорная башня в 2024 году
- Жилой дом работников фабрики 
(ул. Вана-Лыуна 25) в 2025 году